# العلاقات اليابانية القرغيزستانية
العلاقات اليابانية القيرغيزستانية هي العلاقات الثنائية التي تجمع بين اليابان وقيرغيزستان.

## مقارنة بين البلدين
هذه مقارنة عامة ومرجعية للدولتين:
| وجه المقارنة                                              | اليابان         | قيرغيزستان                      |
| --------------------------------------------------------- | --------------- | ------------------------------- |
| المساحة (كم2)                                             | 377.97 ألف      | 199.95 ألف                      |
| عدد السكان (نسمة)                                         | 126.79 مليون    | 6.20 مليون                      |
| الكثافة السكانية (ن./كم²)                                 | 335.45          | 31.01                           |
| العاصمة                                                   | طوكيو           | بيشكك                           |
| اللغة الرسمية                                             | اللغة اليابانية | اللغة الروسية، اللغة القيرغيزية |
| العملة                                                    | ين ياباني       | سوم قيرغيزستاني                 |
| الناتج المحلي الإجمالي (بليون دولار)                      | 4.87 تريليون    | 7.56 مليار                      |
| الناتج المحلي الإجمالي (تعادل القوة الشرائية) بليون دولار | 5.18 تريليون    | 20.45 مليار                     |
| الناتج المحلي الإجمالي الاسمي للفرد دولار أمريكي          | 34.52 ألف       | 1.10 ألف                        |
| الناتج المحلي الإجمالي للفرد دولار أمريكي                 | 36.62 ألف       |                                 |
| مؤشر التنمية البشرية                                      | 0.903           | 0.655                           |
| رمز المكالمات الدولي                                      | +81             | +996                            |
| رمز الإنترنت                                              | .jp             | .kg                             |
| المنطقة الزمنية                                           | توقيت اليابان   | ت ع م+06:00                     |

## منظمات دولية مشتركة
يشترك البلدان في عضوية مجموعة من المنظمات الدولية، منها:
| علم المنظمة | اسم المنظمة                        | تاريخ انضمام اليابان | تاريخ انضمام قيرغيزستان |
| ----------- | ---------------------------------- | -------------------- | ----------------------- |
|             | يونسكو                             | 2 يوليو 1951         | 2 يونيو 1992            |
|             | مؤسسة التمويل الدولية              | 20 يوليو 1956        | 11 فبراير 1993          |
|             | بنك التنمية الآسيوي                | 1966                 | 1994                    |
|             | منظمة حظر الأسلحة الكيميائية       | ?                    | ?                       |
|             | مؤسسة التنمية الدولية              | 27 ديسمبر 1960       | 24 سبتمبر 1992          |
|             | منظمة التجارة العالمية             | ?                    | ?                       |
|             | وكالة ضمان الاستثمار متعدد الأطراف | 12 أبريل 1988        | 21 سبتمبر 1993          |
|             | الاتحاد البريدي العالمي            | ?                    | ?                       |
|             | الاتحاد الدولي للاتصالات           | 29 يناير 1879        | 20 يناير 1994           |
|             | منظمة الشرطة الجنائية الدولية      | ?                    | ?                       |
|             | الأمم المتحدة                      | 18 ديسمبر 1956       | 2 مارس 1992             |
|             | البنك الدولي للإنشاء والتعمير      | 13 أغسطس 1952        | 18 سبتمبر 1992          |

## وصلات خارجية
- موقع وزارة الخارجية اليابانية